# Dirceu Ferreira
Dirceu Ferreira (São Paulo-SP, 15 de abril de 1942), ou simplesmente Dirceu, é um ex-futebolista brasileiro que atuava como lateral-direto.
Atuou a carreira toda no Palmeiras. Em 1963, Othon fez parte do plantel da Seleção Brasileira que foi medalhista de ouro nos Jogos Pan-Americanos.

## Títulos
Palmeiras
- Campeonato Paulista: 1963, 1966

Seleção Brasileira
- Jogos Pan-Americanos: 1963